# Gerhard Schulz
Gerhard Schulz (1 de junio de 1931-2 de octubre de 2008) fue un jinete de la RDA que compitió en la modalidad de concurso completo. Participó en dos Juegos Olímpicos de Verano en los años 1960 y 1964, obteniendo una medalla de bronce en Tokio 1964 en la prueba por equipos.

## Palmarés internacional
| Representando al Equipo Alemán Unificado |               |                   |             |
| Juegos Olímpicos                         |               |                   |             |
| Año                                      | Lugar         | Medalla           | Categoría   |
| 1964                                     | Tokio (Japón) | Medalla de bronce | Por equipos |